# Klittstarr
Klittstarr (Carex trinervis) är en halvgräsart som beskrevs av Jean Vincent Yves Degland. Enligt Catalogue of Life ingår Klittstarr i släktet starrar och familjen halvgräs, men enligt Dyntaxa är tillhörigheten istället släktet starrar och familjen halvgräs. Arten har ej påträffats i Sverige. Inga underarter finns listade i Catalogue of Life.

## Bildgalleri

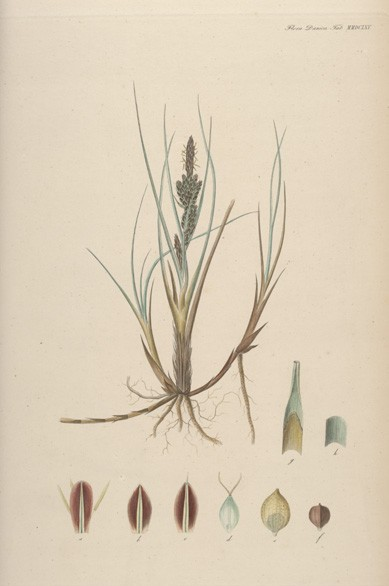